# Pierre Grimbert
Pour les articles homonymes, voir Grimbert.
Œuvres principales
- Le Secret de Ji
- Les Enfants de Ji
- Les Gardiens de Ji

Pierre Grimbert, né le 23 septembre 1970 à Lille, est un éditeur et écrivain français, notamment de fantasy.

## Biographie
Pierre Grimbert travaille quelque temps comme bibliothécaire, puis part à Bordeaux afin d’étudier les métiers de l’édition et de la librairie. En 1995, il écrit Le Secret de Ji. Six héritiers, le premier volume, est couronné du prix Julia-Verlanger 1997 et du prix Ozone 1997 du meilleur roman de fantasy francophone.
Son deuxième cycle est La Malerune, dont il n’a écrit que le premier tome. Les deux livres suivants de la série sont écrits par Michel Robert.
Pierre Grimbert écrit des livres fantastiques pour enfants, et des romans de fantasy. Il a créé en 2004 sa propre maison d’édition, les Éditions Octobre, en collaboration avec son épouse, l’écrivaine Audrey Françaix.

## Œuvres

### SérieJi
- Le Secret de Ji[1] (1997 aux Éditions Mnémos ; 2003 aux Éditions J’ai Lu : regroupé en 2 volumes, Le Secret de Ji, tomes 1 et 2)

Six héritiers (1997)
Le Serment orphelin (1997)
L’Ombre des Anciens (1997)
Le Doyen éternel (1997)
- Les Enfants de Ji (Éditions Octobre)

Le Testament oublié (2004)
La Veuve barbare (2004)
La Voix des aînés (2005)
Le Patriarche (2005)
Le Sang du Jal (2006)
- Les Gardiens de Ji (Éditions Octobre)

La Volonté du Démon (18 avril 2008)
Le Deuil écarlate (17 mars 2009)
Le Souffle des aïeux (27 août 2010)
Les Vénérables (24 mai 2012)
- Les Chemins de Ji (Éditions Mnémos)

La Branche romine (22 janvier 2025)
La souche perdue (20 août 2025)

### Autres séries
- La Malerune (Éditions Mnémos)

Les Armes des Garamont (novembre 1998)
Les tomes 2 et 3 ont été écrits par Michel Robert, sous la supervision de Pierre Grimbert
Le Dire des Sylfes (2003)
La Belle Arcane (2004)
- Le Prophétionnel (Éditions Octobre)

La Théorie du Bouclier (2006)
Le Trône du Dahu (2007)
- Saigneur des loups Club Van Helsing (2008 - Éditions Baleine)

- Gonelore (Éditions Octobre)

Les Arpenteurs (2013)
Le Maguistre (2013)
Les Chiffonniers (2014)
Nejabeth (2015)
Crochenuit (2018)
- 21 Lames ( Éditions Alter Real )

Le Faucheur (2024)
Le Fou (2025)
- Le sang des Parangons, MNEMOS, 2022.

### Nouvelles
- Le Guerrier La Mort (1998 - in Fantasy - Fleuve noir)
- Elfine (1999 - in Légendaire  no 6 - Nestiveqnen)
- La Relique (2006 - J'ai lu)

### Littérature jeunesse
- Les Aventuriers de l’Irréel (Éditions Degliame)

Prisonniers d’Harmonia (2001 - n°4)
La Formule rouge (2001 - n°7)
La Voie du voleur (2002 - n°24)
Le Guerrier de la tour (2004 - n°43)
- Dragon X (Les Aventuriers de l’Irréel révisé par Pierre Grimbert (Éditions Octobre)
- Dragonia

La Malédiction du coquillage (2001 - Bayard Éditions Jeunesse)
La Reine des Amazones(2001 - Bayard Éditions Jeunesse)
Le Baiser de la Subure (2001 - Bayard Éditions Jeunesse)
Le Guetteur de dragons (2001 - Editions Bayard Jeunesse)
Le Trophée des sorciers (2002 - Bayard Éditions Jeunesse)
La Haute quête de Dragonia (2005 - Bayard Éditions Jeunesse)